# Круг преданных Аллат
Круг преданных Аллат — дуалистическое течение в алтайском бурханизме (тенгрианстве) .

## История
«Круг преданных Аллат» возник на Алтае в 2005 году, когда, как считается, к. филос. н. И. Н. Попову была ниспослана богиней Аллат книга священных гимнов «Аллат» (Барнаул, 2006), где, в частности, сообщается о ее скором новом воплощении на Земле. В администрации г. Барнаула имеется уведомление 2006 года о начале деятельности религиозной группы). Миссию благословила бурханистский ярлыкчи из с. Кырлык (в окрестностях которого расположено главное священное место бурханистов) К. М. Кыпчакова. В 2012 году, из-за религиозных книг, изданных за свой счет, Попов был вынужден отчислиться из университетской докторантуры и уехать из России.
В настоящее время центр движения находится на о. Бали. Священные гимны Аллат, дополненные новыми, записанными уже на Бали, переведены на индонезийский язык и опубликованы с параллельным русским текстом.
Данных о численности нет, следует брать в рассчёт, что последователи должны овладевать философией, йогическими и ката комплексами.

## Основы вероучения
Апофатическое богословие (феялогия) и дуалистическая философия объединения содержатся, как в гимнах «Аллат», так и в философских работах И. Н. Попова: книге «Метафизика абсолютного дуализма: оратория преодоления» (Барнаул, 2010) и трактате «Очевидность всего и возможность иного» (2024).

Отвергается как пантеистическое смешение божественного и материального, так и монотеистическое представление о Боге-Творце. Собственное учение — альтертеизм (инобожие) (не одно и не многое, не моно- и не политеизм) — рассматривается как «завершение» любой другой религии и метафизики. Под «иной богиней» понимается абсолютно независимая от материального мира потусторонняя божественная реальность (трансцендентность). 
Я не одно и не многое, —

неисчислимо существо Моё;

Я не мать или дева, —

воистину, Я иная всему... (Sang Dewi, 1)
В Махамантре «Але Лете Лалита Аллат» четыре имени Богини символизируют четыре диалектические стадии мировоззрения и типа людей. Але – имя африканской богини земли, желания и плодородия, религия этого уровня – просить многое у богов. Лете как греческая богиня забвения обозначает религию отрицания с медитацией пустого сознания. Лалита – индийская богиня единства миров, на этом этапе отрицание мира сменяется его принятием как Единого. Аллат – арабская богиня войны, войны за освобождение души на уровне Иного всему. Тезис (Але, желание) → антитезис (Лете, забвение) → синтезис (Лалита,
единое) → Аллат, освобождение.
Обожествляется одна из основательниц бурханизма Чугул Сорокова в качестве последнего по времени воплощения богини (прежние — Ева (Хева), Сати, Алхмена, Мария (Мэрьям), Ходиджа, Тянь-хоу (Бек-ню), и др. Сам инициатор движения позиционирует себя в качестве «спутника богини». Люди, согласно учению, будучи частью животного мира, могут быть усыновлены богиней и обрести бессмертие. Коновязь (алт. чакы) есть знак духовного роста, а синее небо (алт. теҥри) — символ божественного лика.

## В искусстве
- В литературе: в книге Дарьи Орловой «Грани. Начало» героиня для воссоединения с богиней Земли произносит в качестве заклинания гимн из книги «Аллат» (главы 3 и 4)[12].

### Вторичные источники
- Верещагина Т. Н. Первое провозвестие как основная проблема институализации бурханизма // Культура в жизни человека и общества (Современные стратегии развития культуры и сохранения культурно-исторического наследия): материалы региональной науч.-практ. конф., Барнаул, 26–27 сентября 2014 г. / редкол.: Е. И. Балакина, Т. И. Заковряшина, И. А. Балацкая. — Барнаул: РИО АКУНБ, 2014. — С. 55—58. — 168 с. — 100 экз.

### Первоисточники
- Аллат. — Барнаул: АГАУ, 2006. — 32 с.
- Sang Dewi: Gita puja = Аллат. — 2-е изд., доп. — Singaraja: Toko Buku Indra Jaya, 2017. — 34 p. (малайско-индонезийский и русский текст)
- Попов И. Н. Метафизика абсолютного дуализма: оратория преодоления. — Барнаул: Азбука, 2010. — 290 с. — 200 экз. — ISBN 978-5-93957-396-2.
- Попов И. Очевидность всего и возможность иного: Трактат // Топос: литературно-философский журнал. — 2024. — 7 августа.